# 外科室
『外科室』（げかしつ）は、泉鏡花の短編小説。1895年（明治28年）『文芸倶楽部』に掲載。

## あらすじ
時は明治。高峰医師によって、貴船伯爵夫人の手術が行われようとしていた。しかし、伯爵夫人は麻酔を受付けようとしない。麻酔をかぐと、心に秘めた秘密をうわごとで言ってしまう、そのことを恐れているのだという。ついに麻酔をせずに執刀をはじめたとき、夫人はメスを握る高峰の右手を掴み「あなたは、私を知りますまい」と言って自身の胸を突く。高峰が「忘れません」と答えると、夫人は微笑んで死んだ。9年前、高峰と夫人はただ一度だけすれ違っていた。夫人の死の後「同一日に前後して」高峰も死ぬのであった。

## 解説
本作品は1895年（明治28年）6月『文芸倶楽部』上に発表された。
発表時はこの物語の奇抜な構造に「 『外科室』趣向亦奇抜、殊にその末句の一語、何等峭絶の語ぞ」や「滔々たる世の凡庸小説と全く別なる方面に立ち、実感主義の通弊を脱し得たる所、此の作の主なる特相ならん」などと好意的に評される一方で「鏡花が小説の欠点は其結構の奇抜に過くると其人物の稍もすれは不自然ならむとするにあり」との批判もあり、賛否両論であった。本作は前作の『夜行巡査』（1895年（明治28年）4月）と併せ、泉鏡花の出世作となった。
短編は、前半の手術室から後半の9年前の回想まで、全て高峰医師の親友である画師の「予」による語りとして綴られる。この作品は多くの場合「婚姻」という社会的な制度や現実的な執着に対抗する「愛」の物語であると考察される。短編発表同年の泉鏡花の評論に『愛と婚姻』がある。この批評では「然も婚姻に因りて愛を得むと欲するは、何ぞ、水中の月を捉へむとする猿猴の愚と大に異なるあらむや。（中略）婚姻は蓋し愛を拷問して我に従はしめむとする、卑怯なる手段のみ」と記され、泉鏡花は「恋愛と結婚は矛盾する」というロマン・思想を持っていたと考えられる。本短編や同時期に発表された『夜行巡査』（1895年）は、島村抱月と坪内逍遙によって「観念小説」と分類された。これらの観念小説は作者の思想を世に示す作品として評価されたが、のちには大衆の気を引くための手法の一つであると看做され、社会的意義を否定されるようになった。

## 映画
本作を原作とする1992年に公開された松竹制作の映画。坂東玉三郎の映画初監督作品で、「上映時間50分・入場料1000円」という興行方式も話題になった。

### キャスト
- 貴船伯爵夫人：吉永小百合
- 高峰医学士：加藤雅也
- 清長：中井貴一
- 看護婦長：鰐淵晴子
- 腰元・綾：南美江
- 老人：伊井義太朗
- 庭園の夫人：広田玲央名
- 貴船伯爵：芳村伊四郎
- 検校の手を引く者：中村浩太郎
- 検校：中村勘九郎
- 毬谷友子
- 酒井寿
- 望月祐多

### スタッフ
- 監督:坂東玉三郎
- 制作:小田久栄門、奥山和由、荒戸源次郎
- 脚本:橋本裕志、吉村元希、坂東玉三郎
- 企画:秋山道男、伊藤寿
- 撮影:坂本典隆
- 音楽:ヨーヨー・マ、エマニュエル・アックス
- 美術:重田重森
- 録音:橋本文雄
- スクリプター:篠山紀信、ラフマニノフ
- 助監督:山中浩充
- 照明:渡辺康
- 製作:松竹、テレビ朝日、荒戸源次郎事務所
- 配給:松竹